# Pentán
A pentán egy alifás alkán (szénhidrogén).
Folyékony anyag, főleg üzemanyagnak és oldószernek használják.
Az elnevezés a görög pénte (πέντε = öt) szóból  ered.

## Molekulaszerkezet
A pentán konformációja lineáris, a butánhoz hasonló, csak egy szénatommal hosszabb.

## Izomerek
A pentánnak két C5H12 összegképletű szerkezeti izomere van: az izopentán és a neopentán.
| pentán | izopentán | neopentán |
| ------ | --------- | --------- |
|        |           |           |

Rokon cikloalkánja a ciklopentán, bár ez nem izomere, mert kettővel kevesebb hidrogén van benne  – tehát a pentén izomere.